# Weimar
|  | Per a altres significats, vegeu «Weimar (desambiguació)». |

Weimar és una ciutat del land de Turíngia a la República Federal d'Alemanya amb 64.631 habitants. És a la línia central de ciutats que conformen d'oest a est: Eisenach, Gotha, Erfurt, Weimar i Jena.
Weimar fou un dels grans centres culturals d'Europa, acollint genis com Bach, Goethe, Friedrich von Schiller i Johann Gottfried Herder que acudiren a la ciutat atrets pel prestigi cultural que havia assolit i pel finançament que dispensava la família ducal.

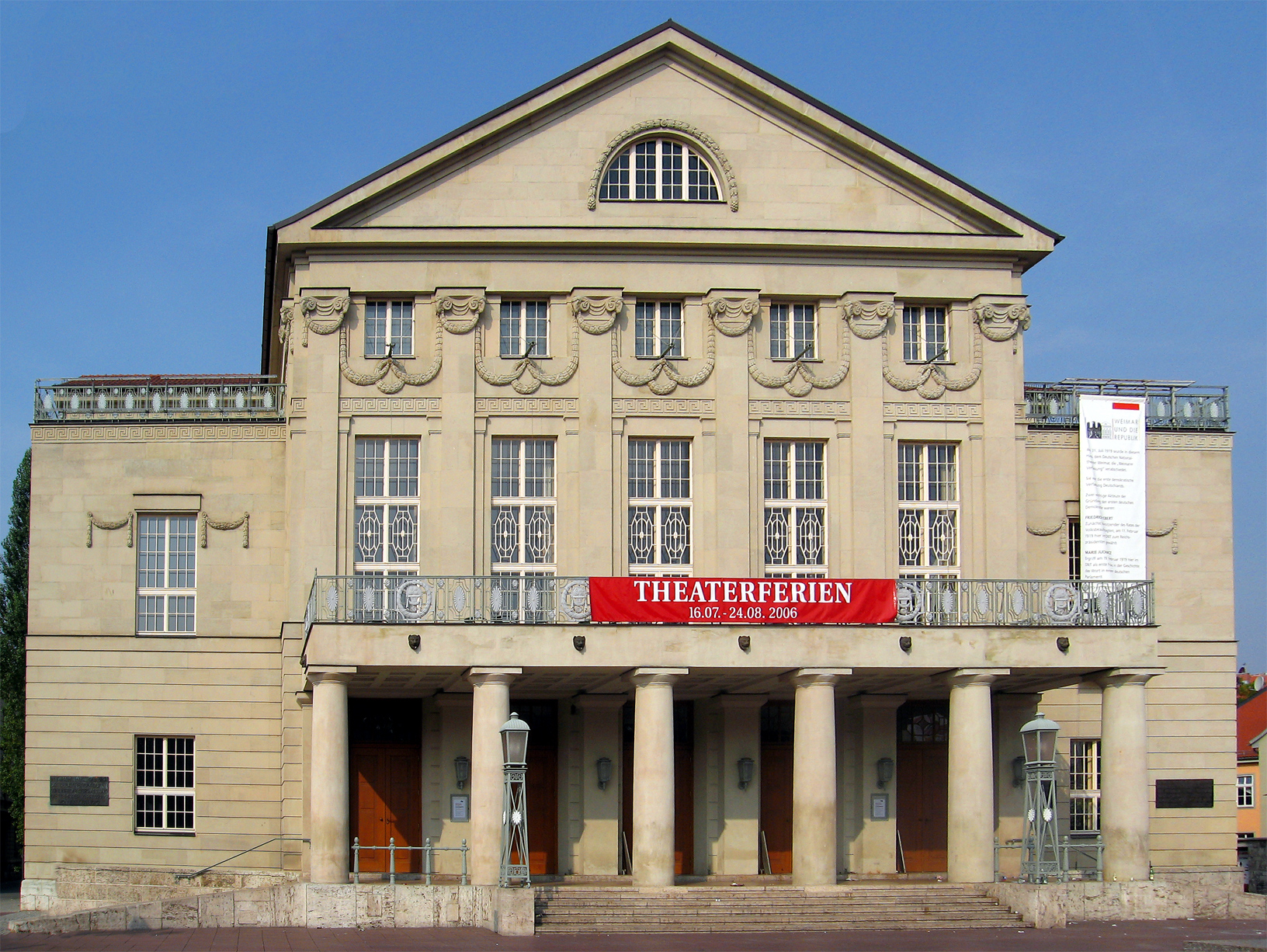
El Teatre Nacional de Weimar on es firmà la Constitució de 1919 que donà lloc a la república que portà el nom de la ciutat

Ciutat capital de l'antic gran ducat ernestià de Saxònia-Weimar-Eisenach des del segle xvii fins a l'any 1918. La ciutat cresqué gràcies a la cort gran ducal, que era l'autèntic motor de creixement, tant de la ciutat com dels seus voltants.
Fou la ciutat on es redactà la primera constitució democràtica d'Alemanya que donà lloc a la República de Weimar, tot i que la capital de l'Estat continuà sent Berlín, com a la RDA.
Durant la Segona Guerra Mundial, hi va haver un camp de concentració al nord-oest de la ciutat, a Buchenwald, un petit bosc que a Goethe li agradava freqüentar.
Des de 1945 formà part de la República Democràtica d'Alemanya. Des de 1988 i durant els dos següents anys la població de Weimar es veié reduïda en més de 4.000 persones (un 7%) com a conseqüència d'una intensa emigració a l'Oest. A partir de 1990, a diferència d'altres ciutats de Turíngia, la població ha augmentat.
A partir de 1990 Weimar s'ha convertit en un magnífic aparador de les polítiques de restauració de nuclis antics que la RFA fa a les antigues ciutats de l'Est. Actualment és un centre universitari, industrial i turístic.
La ciutat posseeix un admirable centre històric que no fou tan maltractat per la guerra com ho foren les veïnes ciutats de Dresden o Dessau. Entre els principals monuments que hi destaquen hi ha el Deutsches Nationaltheatre i el Gran Palau Ducal, a més de la famosa Biblioteca de Weimar, que patí un incendi recentment, que està en vies de restauració, i que es troba al Palau d'Anna Amàlia.

## Patrimoni de la Humanitat
Weimar va ser el centre del moviment Bauhaus. L'obra de la Bauhaus a Weimar i a Dessau va ser nomenada Patrimoni de la Humanitat per la UNESCO el 1996.
Weimar clàssica és el conjunt de les edificacions declarades com a Patrimoni de la Humanitat per la UNESCO l'any 1998, basant-se en l'alta qualitat artística dels edificis i parcs públics i privats de la ciutat com en els seus voltants, testimonien el notable floriment cultural del període clàssic a Weimar. Igualment, el mecenatge ducal il·lustrat va atraure molts destacats escriptors i erudits d'Alemanya, com Goethe, Friedrich von Schiller i Johann Gottfried Herder al pas del segle xviii i al XIX, el que va fer de Weimar el centre cultural de l'Europa de l'època. Està compost pels següents monuments:
| Codi    | Nom                                                       | Adreça                                               | Coordenades                                                |
| ------- | --------------------------------------------------------- | ---------------------------------------------------- | ---------------------------------------------------------- |
| 846-001 | Casa de Goethe                                            | Frauenplan 2, Weimar                                 | 50° 58′ 39.3″ N, 11° 19′ 42.9″ E / 50.977583°N,11.328583°E |
| 846-002 | Casa de Schiller                                          | Schillerstraße 12, Weimar                            | 50° 58′ 43.7″ N, 11° 19′ 39.3″ E / 50.978806°N,11.327583°E |
| 846-003 | Església de la ciutat, casa de Herder i l'antic institut  | Herderplaz 8-14, Weimar                              | 50° 58′ 52.0″ N, 11° 19′ 45.7″ E / 50.981111°N,11.329361°E |
| 846-004 | Castell de la ciutat                                      | Burgplatz 4, Weimar                                  | 50° 58′ 50.6″ N, 11° 19′ 55.2″ E / 50.980722°N,11.332000°E |
| 846-005 | Palau de la vídua                                         | Am Palace 1, Weimar                                  | 50° 58′ 46.7″ N, 11° 19′ 34.2″ E / 50.979639°N,11.326167°E |
| 846-006 | Biblioteca de la duquessa Anna Amàlia                     | Platz der Demokratie 1, Weimar                       | 50° 58′ 42.6″ N, 11° 19′ 55.2″ E / 50.978500°N,11.332000°E |
| 846-007 | Tomba dels prínceps i cementiri històric                  | Am Poseckschen Garten, Historischer Friedhof, Weimar | 50° 58′ 21.4″ N, 11° 19′ 30.8″ E / 50.972611°N,11.325222°E |
| 846-008 | Parc sobre el Ilm amb casa romana, casa i jardí de Goethe | Weimar                                               | 50° 58′ 30.0″ N, 11° 20′ 00.0″ E / 50.975000°N,11.333333°E |
| 846-009 | Castell, orangerie i parc del castell Belvedere           | Weimar                                               | 50° 56′ 56.0″ N, 11° 20′ 49.6″ E / 50.948889°N,11.347111°E |
| 846-010 | Castell i parc del castell de Tiefurt                     | Weimar - Tiefurt                                     | 50° 59′ 38.3″ N, 11° 21′ 53.1″ E / 50.993972°N,11.364750°E |
| 846-011 | Castell i parc del castell de Ettersburg                  | Districte rural de Weimar                            | 51° 1′ 58″ N, 11° 16′ 31″ E / 51.03278°N,11.27528°E        |

Igualment, la ciutat va ser seleccionada Capital Europea de la Cultura el 1999.
Weimar és un dels llocs amb major riquesa cultural d'Europa, ja que va ser llar de grans personatges com el pintor Lucas Cranach el Vell, el reformador Martí Luter, el compositor Johann Sebastian Bach, els escriptors Johann Wolfgang von Goethe, Friedrich Schiller i Christoph Martin Wieland, els filòsofs Johann Gottfried von Herder, Friedrich Wilhelm Nietzsche i Arthur Schopenhauer, el músic Franz Liszt i els fundadors de l'escola de disseny, art i arquitectura Bauhaus.
Ha sigut un lloc de peregrinació per a la intelectualitat alemanya, des que Goethe es va traslladar per primera vegada a la ciutat el 1775. A la ciutat es poden trobar les tombes de Goethe i Friedrich von Schiller, així com l'Arxiu de Goethe i Schiller, l'Arxiu Estatal de Turíngia, l'Arxiu Musical de Turíngia i la Biblioteca d'Anna Amalia.
Actualment compta amb diverses galeries d'art, museus, el Teatre Nacional Alemany, i dos instituts d'educació superior: la Universitat Bauhaus i l'Escola Superior de Música Franz Liszt.

## Fills il·lustres
- Helene Böhlau
- Hans von Vignau compositor (1869-1955)
- Gustav Schmidt (1816-1882) compositor i director d'orquestra
- Oskar Schlömilch (1823-1901), matemàtic
- Herbert Kroemer (1928-2024) Físic, Premi Nobel de Física de l'any 2000.